# Zayed bin Sultan Al Nahyan
Zayed bin Sultan Al Nahyan, oftats benämnd enbart Schejk Zayed, född 3 november 1918, död 2 november 2004, var emir av Abu Dhabi 1966–2004 och den förste presidenten av Förenade arabemiraten 1971–2004.
Han räknas som landets landsfader och efterträddes av sin son Khalifa bin Zayed Al-Nahyan.